# Berg-Önundr

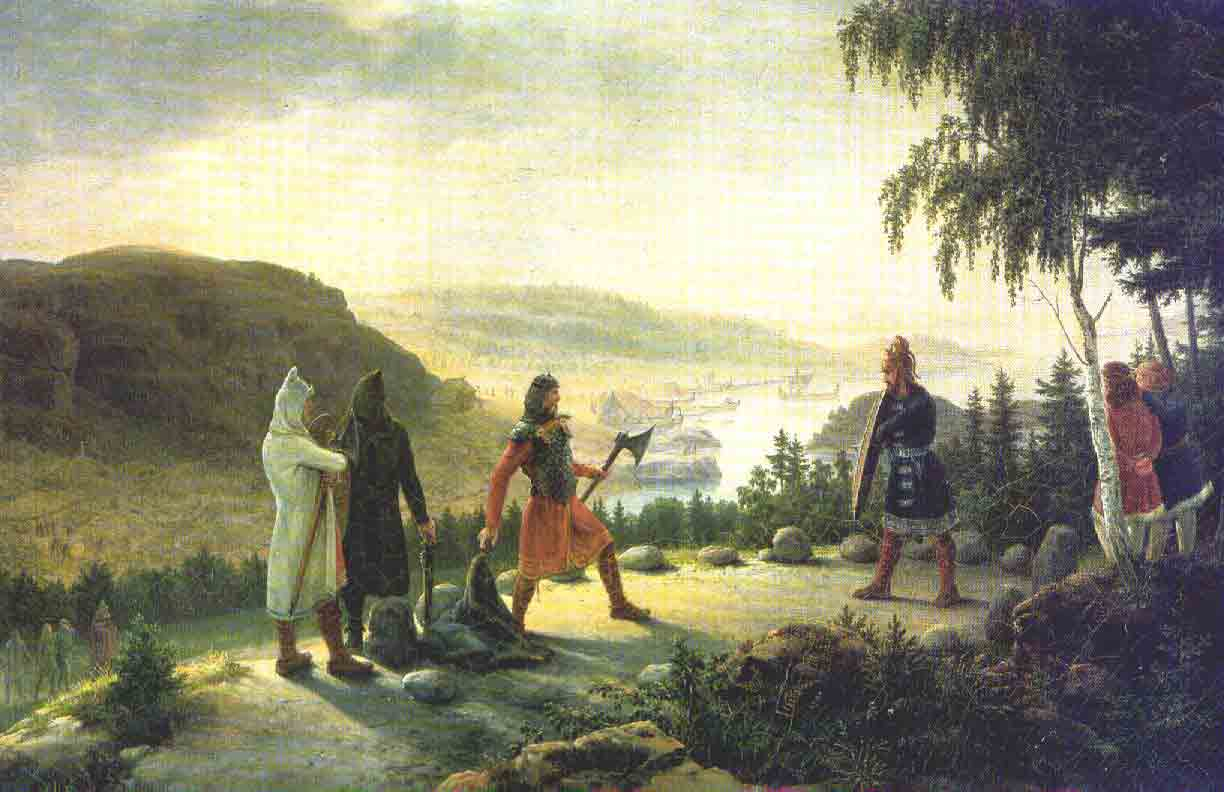
Egill Skallagrímsson negociando las condiciones de un holmgang con Berg-Önundr, de Johannes Flintoe.

Bergönundur Þorgeirsson, más conocido por Berg-Önundr (905 - 934), fue un vikingo de Borgarfjörður, Islandia, pero procedente de Hordaland, Noruega que aparece como antagonista y encarnizado enemigo de Egill Skallagrímsson en la saga que lleva su nombre. En la saga se interpreta que estaba al servicio del rey Eirík Hacha Sangrienta, y fue autor del rechazo para la reclamación de la parte proporcional de una herencia de la esposa de Egill, Ásgerðr, con quien compartía parentesco (estaba casado con una medio hermana de ella) que desembocó en un holmgang (duelo) en Ask por la ofensa. Cuango Egill mata a Bárðr de Atley, un servidor de la corona y emparentado con la reina Gunnhild, es declarado proscrito y Berg-Önundr se encarga de organizar una partida de hombres para capturarle, objetivo que no logra porque Egill, que tenía fama de berserker, finalmente acabaría con su vida en el intento.
Poco se sabe de su genealogía, pero estaba casado con Gunnhildur Björnsdóttir (n. 910), hija de Björn Brynjólfsson (876 - 932) de Sogn y nieta de Brynjulf Björnsson de Aurlandi. No se conoce descendencia.